# Estudiants Per l'Animació Cultural
L'associació Estudiants Per l'Animació Cultural (EPAC) va ser una entitat estudiantil, creada en el marc de la Facultat de Filologia de la Universitat de Barcelona, que va desenvolupar la seva activitat la segona meitat de la dècada de 1990 amb l'objectiu de dinamitzar la vida cultural de la universitat més enllà de l'àmbit acadèmic. L'entitat, impulsada per un col·lectiu d'estudiants de diverses filologies, va començar l'activitat el 1996, tot i que es va registrar com a associació el gener de 1997.
Entre les accions més destacades impulsades per l'EPAC s'hi compten les tres edicions del Cicle de Poesia Catalana Contemporània a la Universitat de Barcelona, un conjunt d'actes divulgatius i recitals poètics que van tenir lloc a diferents espais de la UB les primaveres de 1997, 1998 i 1999. El cicle va estar organitzat conjuntament amb el Bloc d'Estudiants Independentistes i, en les successives edicions, va comptar amb la participació d'estudiosos i crítics literaris, poetes, músics i artistes plàstics.
Altres activitats organitzades per l'entitat van ser un cicle sobre cançó d'autor (amb xerrades-audició al voltant de l'obra de Lluís Llach, Raimon i Maria del Mar Bonet), sortides al teatre, dinars d'animació cultural als jardins de l'edifici històric de la UB i recollides d'aliments per a finalitats benèfiques, així com la redacció i impuls del manifest “Els estudiants de filologia per la unitat de la llengua catalana”, signat per diverses organitzacions estudiantils.
El 18 de novembre de 2016, per tal de commemorar el vintè aniversari de la seva creació, l'EPAC va organitzar la jornada La literatura catalana al tombant del segle 21 juntament amb el Departament de Filologia Catalana de la Universitat de Barcelona. L'activitat, a la qual van assistir-hi un centenar de persones, va comptar amb la participació d'autors, editors i estudiosos de la literatura, com Sergi Belbel, Glòria Bordons, Àlex Broch, Andreu Gomila o Oriol Izquierdo i va comptar amb un recital de cloenda a càrrec dels poetes Sebastià Alzamora, Mireia Calafell, Enric Cassasses, Teresa Colom, Josep Pedrals i Maria Sevilla.

## Cicle de Poesia Catalana Contemporània

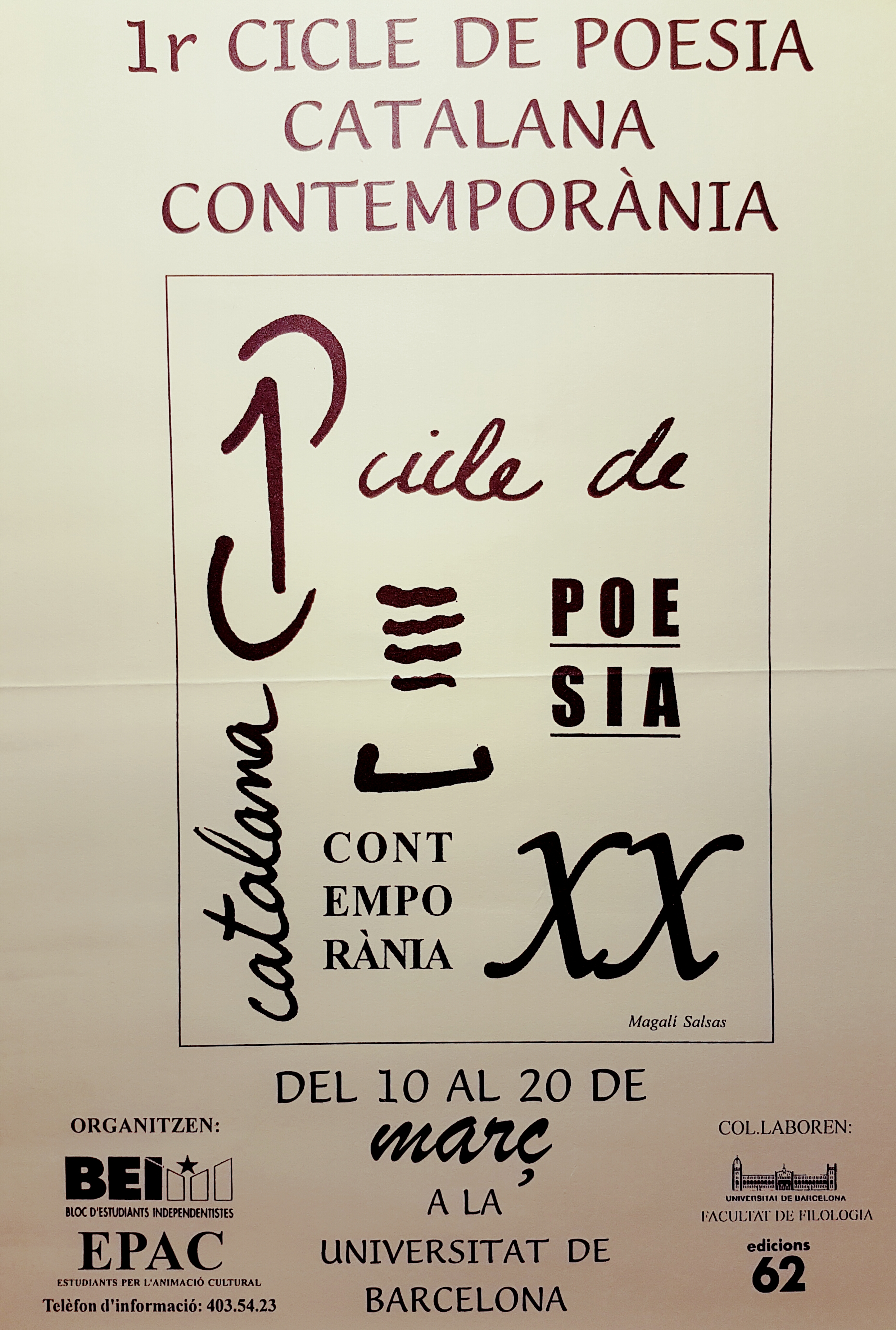
Cartell del cicle

El Cicle de Poesia Catalana Contemporània és un conjunt d'activitats culturals que van tenir lloc a la Facultat de Filologia de la Universitat de Barcelona entre els anys 1997 i 1999 organitzades per les entitats Estudiants Per l'Animació Cultural i Bloc d'Estudiants Independentistes.
Alguns dels ponents que hi van realitzar xerrades o van participar en les taules rodones van ser: Joaquim Molas, Joan Triadú, Laura Borràs, Sam Abrams, Jaume Subirana, David Castillo, Carles Miralles o Carme Riera. Pel que fa als poetes que hi van intervenir, destaquen noms com Maria Mercè Marçal, Josep Palau i Fabre, Enric Casasses, Àlex Susanna, Marta Pessarrodona, Francesc Parcerisas, Jordi Sarsanedas o Montserrat Abelló. I entre els artistes que hi van participar s'hi compten Joan Amèric, Toti Soler, Josep Tero, Celdoni Fonoll, Maria Cinta, Joan Isaac, Gerard Jacquet o Roger Mas.
Alguns dels temes que es van tractar en les diferents activitats del cicle van ser: la poesia catalana a l'exili, poetes joves, la dona a la poesia catalana, la poesia eròtica, poetes indisciplinaris, la Cançó com a mitjà de difusió de la poesia, la quotidianitat i la imaginació en la poesia actual o Ovidi Montllor i la poesia. També es van dedicar monogràfics dedicats a l'obra de diversos poetes com Joan Salvat-Papasseit, Josep Carner, J.V. Foix, Bartomeu Rosselló-Pòrcel o Miquel Martí i Pol.